# Bahía Corrientes
La bahía Corrientes (según Argentina) o bahía Trepassey es una bahía de 1,2 kilómetros de ancho ubicada en el lado noreste de la península Tabarín, a 5,6 kilómetros al sur-sureste de la bahía Esperanza, en el extremo noreste de la península Antártica, Antártida.

## Historia y toponimia
Fue cartografiada en 1947 por el British Antarctic Survey (BAS) por el E. Burden de la Marina Real británica y capitán del buque MV Trepassey, oriundo de la isla de Terranova, Canadá. Fue recartografiado por el BAS en agosto de 1955, y nombrado por el Comité de Topónimos Antárticos del Reino Unido en honor a dicho buque, que fue utilizado para el relevo de la dotación de la base D en 1946 y 1947 y para un estudio del estrecho Antarctic.

## Reclamaciones territoriales
Argentina incluye a la bahía en el departamento Antártida Argentina dentro de la provincia de Tierra del Fuego, Antártida e Islas del Atlántico Sur; para Chile forma parte de la comuna Antártica de la provincia Antártica Chilena dentro de la Región de Magallanes y de la Antártica Chilena; y para el Reino Unido integra el Territorio Antártico Británico. Las tres reclamaciones están sujetas a las disposiciones del Tratado Antártico.
Nomenclatura de los países reclamantes: 
- Argentina: bahía Corrientes[1][2][5] o bahía Trepassey[6]
- Chile: ¿?
- Reino Unido: Trepassey Bay[4]